# Musée national du masque
Le Musée national du masque est un musée situé dans la ville mexicaine de San Luis Potosi, dans l'état du même nom, qui se consacre à la protection et à la promotion du patrimoine rituel de la danse masquée au Mexique de la période préhispanique à nos jours. Il est situé dans un ancien hôtel particulier de la Plaza del Carmen, devenu propriété fédérale en 1907 et qui abrite le musée depuis 1982. La collection permanente contient environ 1 300 pièces, la plus grande du Mexique, et se compose presque entièrement de masques et de costumes de danse mexicains.

## Le bâtiment
Le bâtiment est une ancienne demeure située à côté de la Plaza del Carmen dans le centre historique de San Luis Potosí. Dans les années 1890, Ramón Martí achète cinq maisons voisines et les démolit pour construire sa résidence de style néoclassique, conçue par l'ingénieur Enrique Campos,,. 
Martí meurt en 1898 et ses descendants vendent la structure en 1903 au général Bernardo Reyes, un soldat proche de Porfirio Díaz. Devenue propriété fédérale en 1907, elle acquiert le nom de « Palacio Federal ». Depuis lors, jusqu'aux années 1980, il abrite le ministère public fédéral, la Ligue des communautés agraires, le Conseil des mines et les Télégraphes nationaux du Mexique,.
La structure est remodelée par l'architecte Fernando Valdez Lozano en 1982, avec l'objectif d'abriter le musée. La façade nord est ajoutée la même année, grâce à l'agrandissement de la Plaza del Carmen. Il est remis en état par la suite lorsqu'une étude réalisée en 1998 révèle des fissures et un affaissement de la structure. Ces travaux sont réalisés en 2008. La même année, l'éclairage est ajouté aux murs extérieurs du bâtiment dans le cadre d'un effort d'amélioration du centre historique. 
Le bâtiment est classé monument historique par l'Institut national d'anthropologie et d'histoire.

## Le musée

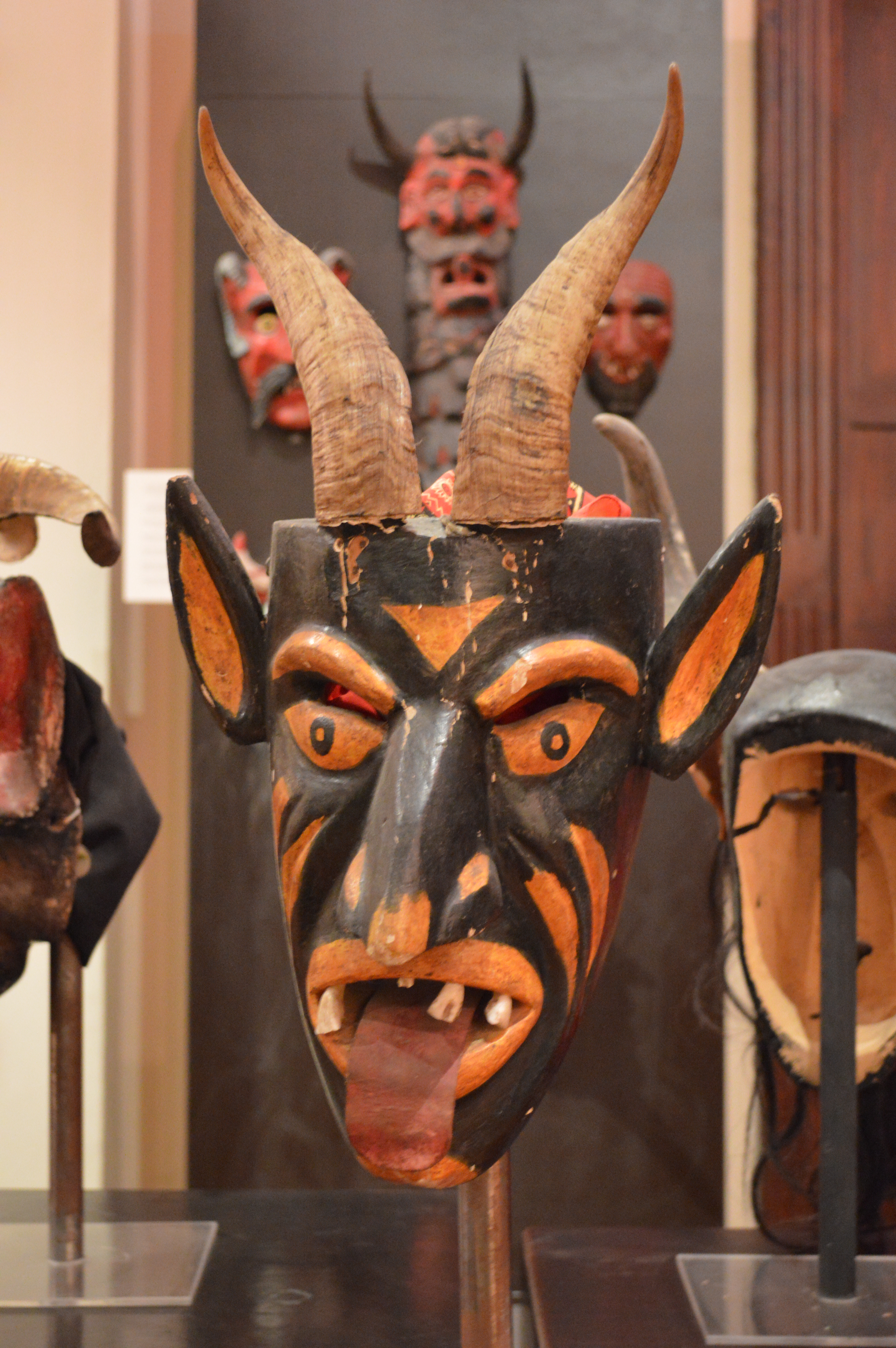
Masque de diable pour la danse des diables de Ixcateopan, Guerrero

Le musée actuel est inauguré en 1982,. Il abrite la plus grande collection de masques du Mexique, avec environ 1 300 pièces, dont 25 costumes de danse complets de différentes régions du pays,,. Le magazine México Desconocido (Mexique inconnu) affirme qu'il est l'un des meilleurs musées du pays pour l'originalité de sa collection.
La collection initiale est offerte par l'anthropologue et chercheur Victor Jose Moya Rubio et son épouse Mildred Dingleberry Himm,. Les masques mexicains ne sont pas seulement un artisanat, ils ont aussi une valeur symbolique et culturelle car leur utilisation est intimement liée à certaines danses et festivités. Chaque spécimen provient de différentes traditions ethniques du Mexique et représente principalement des animaux, des démons, des saints, des conquistadors, des anges et quelques créatures fantastiques,. Le musée possède également une petite collection de masques provenant d'autres parties du monde, principalement d'Inde,.
L'espace dispose de six salles d'exposition principales, les deux plus grandes sont consacrées aux masques préhispaniques et à certaines de l'époque coloniale,. Les autres salles comprennent la salle internationale pour les masques étrangers et la salle Centennial consacrée à la fabrication de masques en différents matériaux. Une autre est consacrée aux expositions temporaires. Il y a aussi un sous-sol utilisé pour le stockage et le toit a une terrasse donnant sur la Plaza del Carmen.
Le musée rouvre ses portes en 2008 après avoir remodelé et mis à jour sa collection et son organisation. 
L'institution accueille également des expositions temporaires, comme celle consacrée aux masques du Carnaval de Venise en 2013, des présentations, des concerts, des conférences, des cours, des films et des ateliers,,.